# Len Wein
Len Wein, född 12 juni 1948 i New York, död 10 september 2017, var en amerikansk serieskapare och redaktör. 
Len Weins intresse för serier började när han låg på sjukhus vid sju års ålder och hans far tog med sig serietidningar åt honom. Som tonåring brukade Wein och hans vän Marv Wolfman besöka DC Comics för att ungefär en gång i månaden ta en rundtur där. Tillsammans producerade de superhjälteberättelser som de lämnade till redaktörerna på DC. Joe Orlando valde efter ett tag att anställa både Wein och Wolfman som frilansare; Weins första professionella berättelse var Eye of the Beholder i Teen Titans nummer 18 från december 1968. I The House of Secrets nummer 92 från juli 1971 skapade Wein och Bernie Wrightson Swamp Thing; Alan Moore skulle senare vara med och bidra till denna serie under sin tidiga karriär. Wein började även skriva för Marvel Comics under tidigt 1970-tal, men efter en dispyt några år senare valde han att gå tillbaka till DC. Under 1986–1987 samarbetade Wein med Moore och Dave Gibbons under arbetet med Watchmen; under 2012 arbetade Wein även med Before Watchmen.